# Federica Tommasi (attrice pornografica)
Federica Tommasi (Verona, 14 aprile 1974) è un'attrice pornografica italiana.

## Biografia
Dopo aver concluso gli studi intrapresi in un liceo scientifico di Verona, si iscrive alla facoltà di Economia all'Università di Modena. Decide di abbandonare gli studi per intraprendere la carriera di agente di cambio e proprio durante il periodo lavorativo ebbe la sua prima esperienza trasgressiva con la sua insegnante.
Aveva partecipato al film erotico Fallo! (2003) diretto da Tinto Brass nell'episodio Montaggio alternato. È l'unica attrice nel film a girare una scena di vero sesso orale. Da lì in poi decise d'intraprendere la carriera di attrice pornografica.
Nel 2012 ha recitato nel cortometraggio thriller Morgue Street insieme a Désirée Giorgetti, diretto da Alberto Viavattene ispirato dal racconto I delitti della rue Morgue scritto da Edgar Allan Poe.
Nel dicembre 2012 ha pubblicato per EF edizioni il libro Sette piccoli racconti erotici, con la prefazione di Tinto Brass.

## Filmografia

### Filmografia pornografica
- Manager di giorno mignotte di notte (2000)
- Euro Angels Hardball 22: Super Hard Sex (2003)
- Fallo Grosso (2003)
- Italian She Male 8 (2003)
- Rifallo (2003)
- Rotte in Culo (2003)
- Tentazioni Perverse di una Coppia Perbene (2003)
- Tre X Volta (2003)
- 3 porche preferite dagli italiani (2004)
- B come Blondie (2004)
- Babes With No Limits 1 (2004)
- Babes With No Limits 2 (2004)
- Debuttante in Famiglia (2004)
- Dirty Girl Gangbang 2 (2004)
- Federica, il Trans e Big Willy (2004)
- Life (2004)
- Rifallo con tutti quanti (2004)
- Segreti e Peccati (2004)
- 1945 - Prede di guerra (2005)
- Attrazioni perverse (2005)
- Collezionista (2005)
- Commedia del Desiderio (2005)
- Federica Tommasi si fa sbattere da tutti (2005)
- Federica Tommasi si vende (2005)
- Girls Obsexion 1 (2005)
- Sacralita dell'orgasmo anale (2005)
- Shemales Invade Italy (2005)
- Sodomia (2005)
- Verso gli anta la peluria e tanta (2005)
- Violenza Carnale (2005)
- Amiche intime (2006)
- Double the Fun 2 on 1 3 (2006)
- Hairy Honies 25 (2006)
- Olimpiadi della Depravazione (2006)
- Signore lo prendono doppio (2006)
- Attenzione: Istruzioni per l'Uso (2007)
- Brutalita sessuali (2007)
- Girl Love Girl (2007)
- Mediterranea (2007)
- My Life (2007)
- Sfoghi Sessuali (2007)
- Stupri Italiani 17: L'Uomo senza Volto (2007)
- Trans World 2 (2007)
- Tutto in bocca (2007)
- Vita in gioco (2007)
- 3 Cazzi per Godere 4 (2008)
- Eredita (2008)
- Private Specials 4: Italian Mamas (2008)
- Distretto di polizia molto particolare (2009)
- Hairy: Calde e... Pelose (2010)
- Lesbian College Coeds 10 (2010)
- Hot 40+ 20 (2011)
- Hairy Honies 49 (2012)
- Wikipiedi (2015)

### Filmografia erotica
- Fallo!, regia di Tinto Brass (2003)